# 李岳 (景泰進士)
李岳（1430年—？），字世瞻，直隸大名府長垣縣人，民籍，明朝政治人物。進士出身。

## 生平
順天府鄉試第十三名。景泰五年（1454年）甲戌科會試第三百二十三名，殿試登進士第三甲第一百五十八名。

## 家族
曾祖父李廷璧，曾任元醫學提舉。祖父李敬恒，曾任正科。父亲李士德，曾任正科。